# 35 Koeien
35 Koeien is een single van André van Duin. Van Duin nam de single op onder leiding van muziekproducent Bert Schouten.
35 Koeien is een cover van Siebentausend Rinder, geschreven door Christian Bruhn en Carl Ulrich Blecher. Dat was in 1963 een hit van Peter Hinnen in de Duitssprekende landen. Van Duin schreef er zelf een Nederlandse tekst bij en liet het arrangement dit keer over aan Jan Rietman. Na een paard in de gang heeft Van Duin last van vijfendertig koeien in zijn tuin. Hij had liever dat paard terug, aldus de tekst.
Het koeienlied was ook een cover. Ditmaal bewerkte Van Duin Blue Moon van Lorenz Hart en Richard Rogers, waarvan in 2015 al meer dan 150 covers bekend waren. Paul Natte zorgde voor het arrangement. Van Duin zong het lied onder de artiestennaam Lou Koe.

## Hitnotering
Van Duin drong met deze single weer de Nederlandse top 10 in. De Belgische BRT Top 30 en de Vlaamse Ultratop 30 werden niet bereikt.

### Nederlandse Top 40
| Positie: | 26 | 16 | 9 | 5 | 7 | 11 | 16 | 23 | 28 | uit |

### NederlandseNationale Hitparade
| Positie: | 98 | 49 | 16 | 6 | 4 | 4 | 9 | 11 | 14 | 22 | 35 | 35 | 56 | 81 | uit |